# Fredrik Eriksson
Fredrik Eriksson (nascido a 12 de novembro de 1975) é um político sueco e membro dos Democratas Suecos (DS).
Eriksson estudou na Universidade de Gotemburgo e trabalhou no sector de saúde antes de se envolver na política. Foi líder do grupo dos Democratas Suecos no conselho municipal de Partille. Eriksson tornou-se membro do Riksdag pela primeira vez em 2014 para substituir o líder do partido Jimmie Akesson, que estava de licença médica, tendo mais tarde tornado-se num membro permanente do Riksdag.